# 대한민국 형법 제174조
대한민국 형법 제174조는 미수범에 대한 형법각칙의 조문이다.

## 조문
제174조(미수범) 제164조제1항, 제165조, 제166조제1항, 제172조제1항, 제172조의2제1항, 제173조제1항과 제2항의 미수범은 처벌한다.
[전문개정 1995.12.29]

## 판례
- 장롱 안에 있는 옷가지에 불을 놓아 건물을 소훼하려하였으나 불길이 치솟는 것을 보고 겁이 나서 물을 부어 불을 끈 경우에는 중지미수로 볼 수 없다.[1]

## 같이 보기
- 현주건조물방화치사죄
- 현주건조물방화죄
- 방화죄
- 대한민국 형법 제166조

1. ↑  대판 1997.6. 13., 97도957